# 歐文·朗繆爾
歐文·朗繆爾（英語：Irving Langmuir，1881年1月31日—1957年8月16日），美國化學家、物理學家。他最知名的出版物是1919年發表的文章「電子在原子與分子中的排列」（"The Arrangement of Electrons in Atoms and Molecules" ），該文建構在吉爾伯特·路易斯的立方原子模型與華爾特·科塞爾的化學鍵結理論之上，描繪他的「原子結構同心理論」（concentric theory of atomic structure）。朗繆爾因這篇文章被捲入和路易斯對該理論的先後爭議，不過後世認為朗繆爾優秀的演說技巧是該理論能普及的原因，而理論的內容主要由路易斯所貢獻。朗繆爾1909年至1950年在通用電器工作，發明了氫氣焊接、在燈炮充入氣體的技術，因在表面化學的貢獻而獲得1932年諾貝爾化學獎。為表彰朗繆爾的貢獻，位於索柯洛的大氣實驗室與美國化學學會的表面科學期刊皆以其名命名。

## 生平

### 早年
朗繆爾1881年出生於紐約，是家中四子中的第三子。他父母常常鼓勵他觀察大自然，並細心紀錄他的觀察。11歲時，發現視力不正常。後來矯正過後，他又觀察到許多以往觀察不到的事。這令他對自然科學的興趣又增加不少。
他的哥哥亞瑟·朗繆爾（Arthur Langmuir）亦是化學家，對其科學興趣有不少影響。亞瑟幫助歐文在臥室的一角建造歐文的第一座實驗室，並回答歐文提出的許多問題。歐文·朗繆爾平時喜好登山運動、滑雪、駕駛自有的飛機飛行以及古典音樂。他除了對原子能有專業方面的興趣外，還很關心荒野環境保護。

### 教育
朗繆爾在（1892-1895）年間於美國與巴黎等地的學校完成他早年的教育。1898年朗繆爾自栗樹山高中畢業，該校位於費城栗樹山地區，是一所菁英私立學校。1903年他從哥倫比亞礦冶大學（全美第一所礦冶學校，創立於1864年，今哥倫比亞大學傅氏基金工程和應用科學學院的前身）取得冶金工程理學士學位。後赴哥廷根，在化學家弗雷德里希·多列札列克的指導下以能斯特發光體進行研究，並在1906年拿到博士學位。他的博士論文標題是"解離氣體在冷卻過程中的部分復合"（On the Partial Recombination of Dissolved Gases During Cooling.）。取得博士學位後，朗繆爾進行了化學領域的博士後研究。學成歸國後，朗繆爾在霍博肯的史蒂文斯理工學院任教，1909年後在斯克內克塔迪通用電器的研究實驗室工作。

### 研究

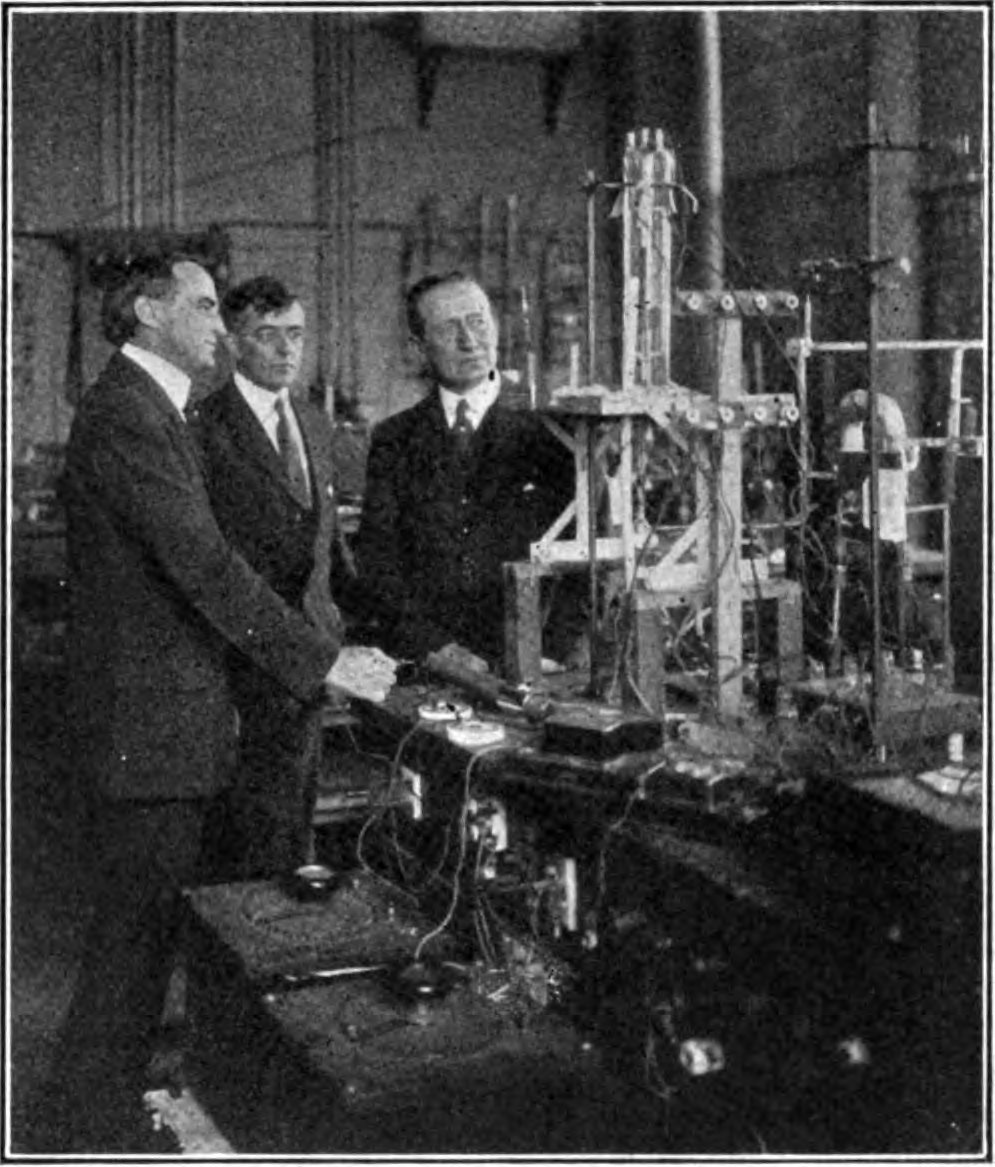
1922年通用電器朗繆爾的實驗室，朗繆爾（圖中）正向無線電研究先驅古列爾莫·馬可尼（圖右）介紹一款新式的20 kW三極真空管

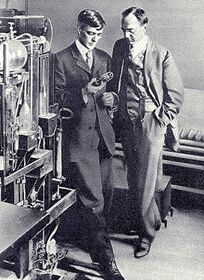
朗繆爾和他的同事威利斯·羅德尼·惠特尼

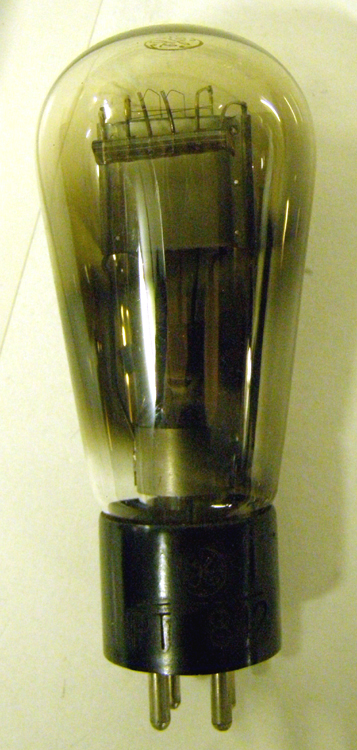
通用電器出產的高真空管

朗繆爾初出茅廬後對學術的貢獻在於延續他的博士研究，也就是燈泡。朗繆爾取得的第一項主要進展是改良了擴散幫浦，這項發展導致後來的高真空整流器與放大器真空管得以問世。一年後，朗繆爾和他的同事勒維·通克斯發現在燈泡中填充氬等不活性氣體可以大幅提升鎢燈絲的壽命，且關鍵在於燈泡製程中的各階段都必須保持極高的潔淨程度。朗繆爾還發現將燈絲彎繞成緊密的線圈可以增加其的效率。這些都是白熾燈燈泡發展史上的重要進展。朗繆爾從燈泡的事業中，衍生出對表面化學的研究，他發現將氫分子通入內置鎢絲燈絲的燈泡後，氫分子會被分解為氫原子，然後附著在燈泡內面，形成一層只有原子厚度的表面。
朗繆爾在真空管研究方面的助理是電機工程師威廉·康明斯·懷特，懷特是朗繆爾的遠親。
朗繆爾持續地進行燈絲在真空與不同氣體氛圍下的相關研究，開始注意到熱燈絲發出的帶電粒子，於是研究了熱離子發射。朗繆爾是早期研究電漿的先驅，"電漿"（plasma）一詞更是由他在1928年首先提出，因為這些離子化的氣體讓他想起血漿（blood plasma）。朗繆爾和同僚通克斯發現電漿中的電漿震盪現象，震盪中的電子密度波後來被稱為朗繆爾波。
對於電漿科學，朗繆爾引入了電子溫度的概念，並於1924年發明了以靜電探桿量測溫度和密度的分析方法，今稱此法所用之器具為朗繆爾探針，朗繆爾探針後來被廣泛地運用在電漿物理的研究中，尤其低溫電漿物理更是注重這項器具。朗繆爾探針量測電漿溫度和電漿密度的原理粗略為，將探針插入欲量測之電漿局部區域，並將探針通以正負高低不同之偏壓，量得不同偏壓下所對應之電流，再以繁複的公式將這些電流資料換算成電漿溫度與電漿密度，有時為簡化計算，慣插兩支朗繆爾探針來求取電漿溫度。朗繆爾透過他對電漿的了解，還順勢發明了氫氣焊接，氫氣焊接利用對鎢電極通電產生電弧，電弧穩定而有效地將氫分子分解成氫原子，再利用氫原子復合成氫分子放出的熱量產生高達3400℃以上的高溫，這種高溫很適合用來處理多數的難熔金屬。這是最早的電漿焊接技術，比1957年羅伯特·蓋吉（Robert M. Gage）註冊專利的電漿弧焊技術還要早。電漿焊接技術經過無數歲月後，逐漸發展成後來的鎢極氣體保護電弧焊。
1917年朗繆爾發表了一篇油膜化學的論文，為後來獲得1932年諾貝爾化學獎奠下了基礎。他的理論認為，油的結構有脂族鏈和末端的親水官能基（通常是羥基或羧基），因此油會傾向在水面上形成只有一個分子厚度的膜，油的親水基會朝下沒入水中，而疏水的脂族鏈則會糾纏在水面上。膜的厚度可以從油的體積及其展開面積算得，因此即便相關的光譜學技術尚未問世，也能窺探油類物質的分子組態。

### 中晚年
一戰後，朗繆爾在原子論上工作，定義了當今的同位素和化合價這些概念。
1923年朗繆爾任無線電工程師組織（今電機電子工程師學會的前身）主席。
物理學家約翰·泰勒（John B. Taylor）基於朗繆爾在通用電器期間的研究成果開發出一種能使鹼金屬粒子束產生游離的偵測器。這種偵測器後來被稱為朗繆爾-泰勒偵測器。
朗繆爾加入了凱瑟琳·布洛潔特的研究行列，兩人一起研究薄膜和表面吸附現象。他們引進了“單分子層”（monolayer，只有一個分子厚度的材料層）的概念與二維物理理論來描述發生在固體與氣體交接表面上的各種現象。1932年朗繆爾榮獲諾貝爾化學獎，理由是"他在表面化學領域所做的探查與發現"（for his discoveries and investigations in surface chemistry.）。1938年，朗繆爾的科學興趣開始轉向大氣科學與天氣學。他開始挑戰一些與他本業略為扯不上邊的領域，例如他反駁了昆蟲學家查爾斯·亨利·泰勒·湯森德宣稱鹿膚蠅時速超過800哩的說法。朗繆爾估計鹿膚蠅真正的飛行速率應該是在時速25哩左右。
在觀察了馬尾藻海漂浮海草形成的風積丘後，朗繆爾發現了一種海洋的風驅表面循環，稱之為朗繆爾循環。
二戰期間他研製軍事用具，先是接下了改良聲納的工作強化盟軍探測潛艇的能力，後來又開發了掩護用的煙幕以及將戰機翼上的冰溶掉的除冰方法。在研究除冰的過程中，他建構出人工降雨的理論，認為在潮濕且低溫的雲體中加入乾冰和碘化合物可以提供凝結核而產生降雨。不過，雖然人工降雨技術已行之有年，尤其澳洲和中國等地更是經驗豐富，人工降雨技術的效果至今仍存有爭議。
1953年朗繆爾創造了"病科學"一詞，描述研究雖然遵照科學方法進行，但研究結果卻被無心偏差與主觀效應等因素所污染。病科學與偽科學的不同之處在於，偽科學根本就沒有按照科學方法進行。在朗繆爾的原始演講中，將超感官知覺與飛行圓盤舉為病科學的例子。自此以後，大眾也逐漸習慣將聚合水、冷核融合等項目貼上病科學的標籤。
1976年位於斯克內克塔迪的歐文·朗繆爾宅邸被指定為美國國家歷史名勝。

### 個人生活
朗繆爾與妻子瑪里昂·梅瑟侯（Marion Mersereau，1883-1971）於1912年結婚，並育有兩個領養而來的子女肯尼斯（Kenneth）與芭芭拉（Barbara）。在經歷一場短暫的疾病後，朗繆爾於1957年8月16日死於伍兹霍尔姪子的避暑別墅，死因為心臟病發作，訃聞登載於紐約時報首頁。
朗繆爾信仰不可知論。

### 小說
根據作家寇特·馮內果表示，朗繆爾是他的小說貓之搖籃中虛構角色宏尼克博士（Dr. Felix Hoenikker）的靈感原型。該角色在故事中發明虛構材料九號冰最終摧毀了世界。朗繆爾曾和寇特·馮內果的哥哥柏納德·馮內果是一同工作的同事。

## 榮譽與獎項
- 美國文理科學院院士 （1918）[18]
- 珀金獎章 （1928）
- 諾貝爾化學獎 （1932）
- 富蘭克林獎牌（英语：Franklin Medal） （1934，該獎於1998年後改制為班傑明·富蘭克林獎章）
- 法拉第獎章（英语：Faraday Medal） （1944）
- 美國國家科學院之約翰·卡提先進科學獎（英语：John J. Carty Award for the Advancement of Science） （1950）[19]
- 以其名命名之朗繆爾山 （高度 8022 ft / 2445m ），此山位於阿拉斯加銅河流域（英语：Copper River (Alaska)）楚加奇國家森林附近
- 1970年後以其名命名之朗繆爾學院，石溪大學的寄宿學院
- 朗繆爾之孫羅傑·桑莫海耶斯（Roger R Summerhayes）1999年自編自導自行發表並自行修訂了一齣長達57分鐘的紀錄片，稱之為"朗繆爾的世界"（Langmuir's World） （页面存档备份，存于）

## 專利
- Langmuir, 美國專利第1,180,159号, "白熾電燈泡"（Incandescent Electric Lamp）
- Langmuir, 美國專利第1,244,217号, "電子放電裝置與其之操作方式"（Electron-discharge apparatus and method of operating the same）
- Langmuir, 美國專利第1,251,388号, "控制X射線管之裝置與其操作方式"（Method of and apparatus for controlling x-ray tubes）

## 参見
- 18電子規則
- 歐文·朗繆爾宅邸（英语：Irving Langmuir House）
- 朗繆爾吸附模型
- 朗繆爾-布洛潔特槽（英语：Langmuir–Blodgett trough）
- 朗繆爾方程
- 電漿震盪
- 朗繆爾狀態（英语：Langmuir states）
- 朗繆爾-布洛潔特膜（英语：Langmuir–Blodgett film）
- 柴耳德-朗繆爾定律（英语：Space charge）
- 朗繆爾-泰勒偵測器（英语：Langmuir–Taylor detector）